# Festival da Canção 1969
Das 6. Festival da Canção (portugiesisch VI Grande Prémio TV da Cançao 1969) fand am 24. Februar 1969 im Teatro São Luiz in Lissabon statt. Es diente als portugiesischer Vorentscheid für den Eurovision Song Contest 1969.
Moderatorin der Sendung war Lurdes Norberto.
Als Siegerin ging zum zweiten Mal nach 1965 Simone de Oliveira mit dem Titel Desfolhada Portuguesa hervor. Beim Eurovision Song Contest in Madrid erhielt sie vier Punkte und belegte am Ende den 15. Platz.

## Teilnehmer
| Startnr. | Interpret          | Lied                  | Musik und Text                                                   | Rang | Punkte |
| -------- | ------------------ | --------------------- | ---------------------------------------------------------------- | ---- | ------ |
| 1        | Simone de Oliveira | Desfolhada Portuguesa | M: Nuno Nazareth Fernandes, T: José Carlos Ary dos Santos        | 1.   | 94     |
| 2        | Daniel             | Os fios da esperança  | M: Fernando Poitier, T: Fernando Vieira                          | 8.   | 9      |
| 3        | Teresa Paula Brito | Buscando um horizonte | M: Victor Marques Dinis, T: António Leitão, Victor Marques Dinis | 10.  | 6      |
| 4        | Lilly Tchiumba     | Flor Bailarina        | M: Maria Guiomar Garcia, T: António Leitão                       | 9.   | 7      |
| 5        | Valério Silva      | Sol da manhã          | M/T: Manuel Viegas                                               | 3.   | 33     |
| 6        | Madalena Iglésias  | Canção para um poeta  | M: Carlos Canelhas, T: Maria Amália Ortiz da Fonseca             | 6.   | 11     |
| 7        | Artur García       | Sombra de ninguém     | M: António Andrade, T: António José                              | 6.   | 11     |
| 8        | Duo Ouro Negro     | Tenho Amor Para Amar  | M: João Maria Tudella, Fernando Alvim, T: João Maria Tudella     | 2.   | 49     |
| 9        | Fernando Tordo     | Cantiga               | M: José Firmino Morais Soares, T: José Henrique Rodrigues Dias   | 5.   | 23     |
| 10       | Maria da Fé        | Vento do norte        | M: António Braga dos Santos, T: Francisco Nicholson              | 4.   | 27     |